# Người bóng

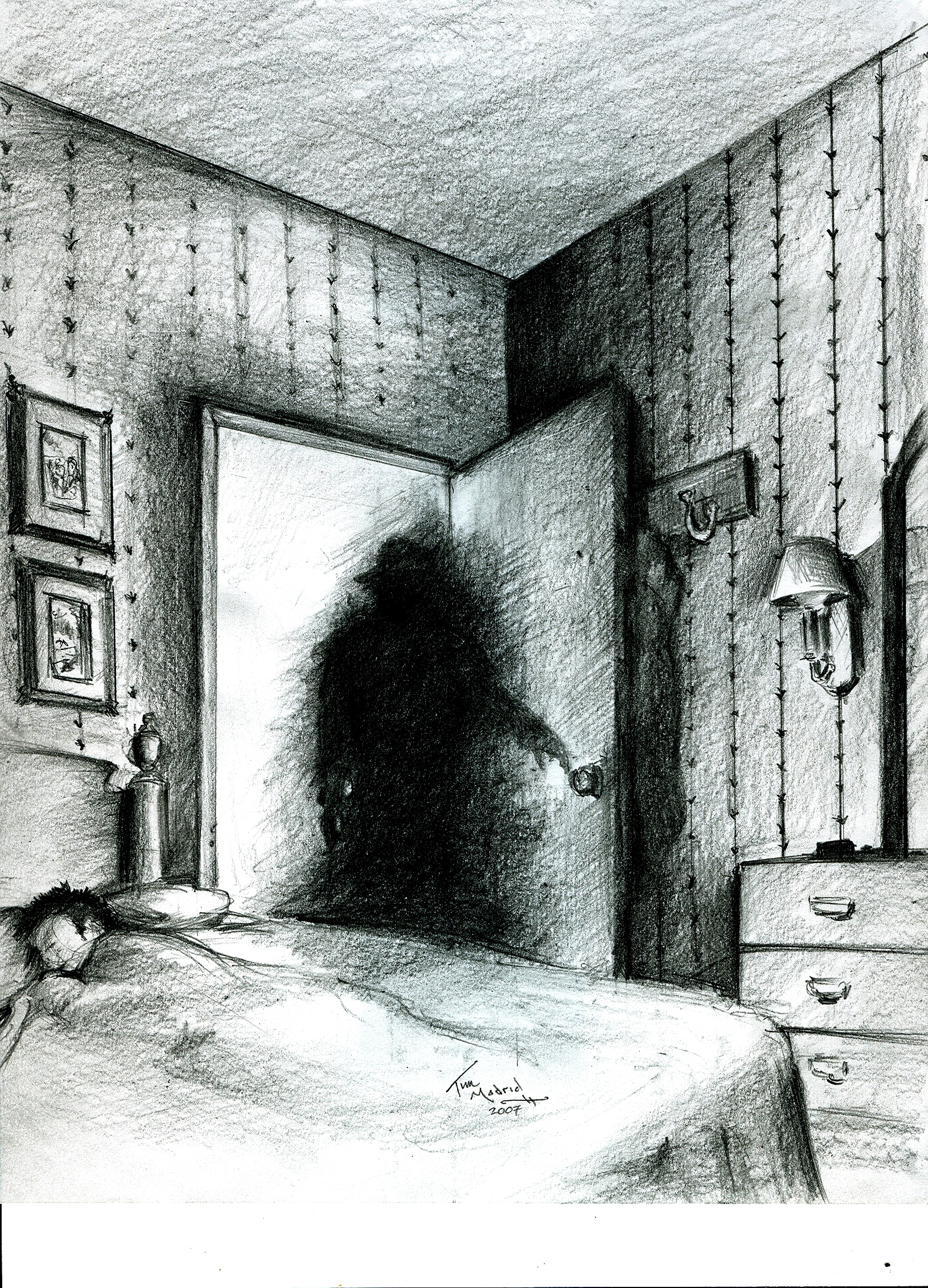
Ấn tượng của một họa sĩ trong bức tranh về người bóng như một thực thể huyền bí.

Người bóng (còn gọi là bóng hình người, thực thể bóng tối  hoặc khối đen) là nhận thức của một vệt bóng như một thực thể sống động, có hình người, đặc biệt là được các tín hữu theo chủ nghĩa huyền bí hoặc siêu nhiên diễn giải như sự hiện diện của linh hồn hay thực thể khác.

## Lịch sử và văn hóa dân gian
Một số tôn giáo, truyền thuyết, và tín ngưỡng mô tả các bóng ma hoặc các thực thể siêu nhiên như vong linh của âm phủ, và nhiều sinh vật bóng tối từ lâu đã là một yếu tố chủ đạo của những câu chuyện dân gian và ma quái.
Chương trình kể chuyện đêm khuya Coast to Coast AM đã giúp phổ biến niềm tin hiện đại về người bóng. Lần đầu tiên chủ đề về người bóng được thảo luận đầy đủ chi tiết trên chương trình là ngày 12 tháng 4 năm 2001 khi chủ nhà Art Bell phỏng vấn già làng người Mỹ bản địa Thunder Strikes, còn được gọi là Harley "SwiftDeer" Reagan. Trong suốt chương trình, thính giả đã được khuyến khích gửi bản vẽ của những người bóng mà họ đã thấy và một số lượng lớn các bản vẽ này đều được chia sẻ công khai ngay lập tức trên trang web. Vào tháng 10 năm đó, Heidi Hollis xuất bản cuốn sách đầu tiên về chủ đề người bóng, và sau đó trở thành khách mời thường xuyên trên Coast to Coast. Hollis mô tả người bóng như hình bóng đen với diện mạo của con người và nét mặt nhìn nghiêng có vẻ nhấp nháy trong và ngoài tầm nhìn ngoại vi, và tuyên bố rằng mọi người đều báo cáo những thực thể này đang cố gắng "nhảy nhót trên ngực và làm họ nghẹt thở". Bà tin rằng những thực thể này là sinh vật ngoài hành tinh tiêu cực có thể được đẩy lùi bằng nhiều cách khác nhau, bao gồm cả việc gọi "Tên của Chúa Giêsu".
Mặc dù những người tham gia vào các diễn đàn thảo luận trực tuyến dành cho các chủ đề huyền bí và siêu nhiên mô tả chúng là mối đe dọa, các tín đồ và các tác giả viết về chủ đề huyền bí khác lại không đồng ý liệu người bóng có ác ý, hữu ích hay trung lập hay không, và một số người thậm chí còn suy đoán rằng người bóng có thể là những cư dân nằm ngoài chiều không gian của vũ trụ khác. Một số tác giả và nhà điều tra siêu nhiên như Chad Stambaugh tuyên bố đã ghi lại hình ảnh của người bóng trên video.
Người bóng có mặt trong hai tập phim của loạt phim tài liệu siêu nhiên trên kênh ITV Extreme Ghost Stories, nơi hiện tượng này được mô tả như một "khối đen".

## Giải thích khoa học
Một số điều kiện sinh lý và tâm lý có thể giải thích cho những trải nghiệm được báo cáo về vong linh bóng tối dường như còn sống. Một người bị bóng đè có thể cảm nhận được một "hình dạng bóng tối hoặc mờ ảo" đang tiếp cận họ khi họ bị tê liệt trong tình trạng tỉnh táo và ngày càng trở nên sợ hãi. Nhà thần kinh học Baland Jalal và V.S. Ramachandran gần đây đã đề xuất lý thuyết thần kinh lý giải tại sao mọi người bị chứng ảo giác hình bóng trong suốt thời gian bị bóng đè.
Một người trải qua cảm xúc cao độ, chẳng hạn như trong khi đi bộ một mình trong đêm tối, có thể không nhận thấy rõ một vệt bóng tối như một kẻ tấn công.
Nhiều người nghiện methamphetamine đã kể lại sự xuất hiện của "người bóng" sau một thời gian dài mất ngủ. Bác sĩ tâm thần Jack Potts cho rằng việc sử dụng thêm methamphetamine sẽ tạo ra "thành phần đậm tính hoang tưởng" vào ảo giác về chứng thiếu ngủ. Một người dân được phỏng vấn đã nói rằng "Bạn không thấy chó bóng hay chim bóng hay bóng xe. Bạn thấy người bóng. Đứng ở cửa ra vào, đi về phía sau bạn, đến bên bạn trên vỉa hè." Những ảo giác này đã được so sánh trực tiếp với các thực thể siêu nhiên y như mô tả trong văn hóa dân gian.

## Ảnh hưởng văn hóa
- Trong mùa 1, tập 16 của phim Supernatural (2005) đã gọi "Bóng tối," Sam, Dean và John Winchester bị một daeva— hoặc một con quỷ Hỏa giáo tấn công chỉ có thể được xem như một người bóng.
- Người bóng, được mô tả như "Shadow Men", xuất hiện một cách nổi bật trong cuốn tiểu thuyết năm 2007 John Dies at the End. Khi họ giết một người, người đó đã bị xóa khỏi sự tồn tại từ trước, và lịch sử được viết lại như thể họ chưa từng được sinh ra.[21]
- Bộ phim kinh dị năm 2013 Shadow People mô tả một nghiên cứu giấc ngủ hư cấu được thực hiện trong những năm 1970, trong đó bệnh nhân kể lại đã nhìn thấy những kẻ xâm nhập bóng tối trước khi chết trong giấc ngủ của họ. Bộ phim theo sau một đài phát thanh và nhà điều tra CDC người nghiên cứu câu chuyện, và câu chuyện này được tuyên bố là "dựa trên các sự kiện có thực".[22]
- Trong trò chơi trực tuyến Deep Sleep và phần tiếp theo của nó, người bóng đã tồn tại từ buổi bình minh của nhân loại và ẩn nấp trong những giấc mơ sáng suốt. Người chơi nhận ra rằng mình đang ngủ có thể bị bóng đè và chiếm hữu, và bản thân giấc mơ của nhân vật sẽ trở thành một người bóng.[23]
- Một tập của bộ phim dài tập 1985 Twilight Zone mang tên "The Shadow Man" kể về một thiếu niên có một người bóng sống dưới gầm giường.[24] Tập phim miêu tả người bóng như "kẻ xấu xa" thường được gán cho người bóng và đáng chú ý là thêm vào người bóng câu chuyện thần thoại rằng người bóng có thể giết người nhưng sẽ không làm hại người nào mà họ sống dưới giường của kẻ đó.
- Phim tài liệu năm 2015 The Nightmare phỏng vấn những người bị bóngđè và giai đoạn ảo giác của họ với các diễn viên. Người bóng được đề cập nhiều lần, và xuất hiện trong những buổi tái diễn lịch sử.
- Tập 59[25] (tháng 10 năm 2017) trên phim Timesuck podcast của diễn viên hài độc lập Dan Cummins có sự xuất hiện của người bóng.
- Tập thứ hai của bộ phim kinh dị Philippines năm 1994 nhan đề Shake, Rattle & Roll V, mang tên "Anino" nói về một người bóng ra tay tấn công mọi người trong nhà.